# АНУ — Музей єврейського народу
АНУ — Музей єврейського народу (до 2021 року Музей Діаспори Наум Гольдман  або Бет Хатфуцот) —  музей історії та антропології, присвячений історії єврейського народу. Музей був відкритий 15 травня 1978 року після 10 років будівництва. 
В березні 2021 року музей відкрився після масштабної десятирічної рекострукції та реекспозиції. Одночасно з відкриттям оновленого музею, інституція змінила і офіційну назву: колишній Музей єврейського народу Бейт Хатфуцот (Музей Діаспори) став називатися АНУ — Музей єврейського народу (ану — "ми" в перекладі з івриту).
Програма реорганізації відбила істотні зміни в єврейській і ізраїльській культурі і суспільстві, а також врахувала новітні досягнення в музейних технологіях. Оновлений музей представляє єврейську історію з біблійних часів до наших днів з підвищеним акцентом на сучасному єврейському житті і сучасних проявах єврейської ідентичності. Після поновлення музей став найбільшим єврейським музеєм світу: експонати та інтерактивні інсталяції розміщені на загальній площі в 6600 кв. метрів, а загальна площа нової будівлі — понад 20 тисяч квадратних метрів. Принципова відмінність від старого музею й в концептуальній експозиційній моделі: "Не запилена збірка артефактів, а інтерактивний і поповнюваний підручник для будь-якого віку, де історія єврейського народу позитивна і оптимістична».
Музей є частиною кампуса Тель-Авівського університету, має навчальний центр для вивчення єврейського фольклору. Музей є також центром для документування і збереження пам'яті про євреїв і єврейські сім'ї, які були вбиті або знищені в антисемітських інцидентах.